# Elif
Elif é uma série de televisão turca produzida pela Green Yapım e transmitida pelo Kanal 7 entre 15 de julho de 2014 a 7 de junho de 2019, em 940 episódios. Criada por Green Yapım, e dirigida por Fulya Yavuzoğlu e Oğuz Ayaz e com produção de Inci Gulen e Ozkan Ipek.

## Enredo

### Primeira temporada
Elif é uma menina bonita e gentil de 6 anos de idade, corre o risco de ser vendida para pagar as dívidas de seu padrasto, Veysel Simsek, um jogador cruel. Sua mãe doente, Melek Simsek, deixa Elif na proteção de sua melhor amiga, Ayse Doğan, uma empregada doméstica na casa de uma família rica. Ayse tenta obter permissão da família para levantar Elif na mansão, mantendo um segredo bem escondido: Elif é o filho biológico de Kenan Emiroğlu, o amado filho da família rica. Kenan não sabe que Elif é seu filho de um amor passado que sua família o forçou a sair. Ele agora é casado com Arzu Emiroğlu, com quem ele tem uma filha, Tugce Emiroğlu, que é uma garota muito mimada, conhecida por seu mau humor. Elif é forçada a viver na luxuosa propriedade, longe de sua amada mãe e inconsciente de sua proximidade com seu pai biológico.

### Segunda temporada
A esposa de Kenan, Arzu, se sente ameaçada. Ela e seu pai, Necdet Keratira, conspiram para esconder um segredo de Kenan sobre sua filha, Tugce. Arzu faria qualquer coisa para manter sua posição na família a salvo, criando perigo para Elif. No entanto, como os crimes cometidos por Necdet e Arzu são expostos, Melek e Kenan se reúnem, e Melek tenta garantir que Kenan e Elif não sejam separados novamente.
Enquanto isso, o irmão de Kenan, Selim e Zeynep, se apaixonam e apóiam um ao outro, apesar de muitos obstáculos. Sua felicidade chega ao fim quando Arzu dispara uma arma, ferindo Zeynep.

### Terceira temporada
A família Emiroğlu enfrenta dificuldades financeiras. Kenan e Tuğçe morrem quando Arzu incendeia a casa, embora Melek e Elif sobrevivam. Com a morte de Kenan, Selim se torna o chefe do negócio familiar. Necdet casa com Gonca Serdar, que procura arruinar a família Emiroğlu.
Arzu é liberado do tratamento no hospital psiquiátrico e busca vingança contra a família Emiroğlu. Selim atira nela e é mandado para a cadeia. Arzu sobrevive ao incidente quase fatal e continua a ameaçar a segurança e o bem-estar da família. Melek e Zeynep trabalham para contribuir para as finanças da família.

### Quarta temporada
A vida de Elif muda quando sua mãe se casa com Yusuf e durante a mudança para outra cidade, Yusuf é morto em um acidente de carro. Melek e Elif são separados novamente. Elif se encontra em um hospital. Seis meses depois, Elif vai à casa de Macide e tenta começar uma nova vida, mas enfrenta a pressão de Tarik, genro de Macide. Em busca do legado de Macide, Tarik quer se livrar de Elif. No entanto, Elif tem um defensor em Reyhan, que escapou de sua família para estudar em Istambul e se compromete a proteger Elif contra os membros da família que querem que ela vá embora. Melek acaba sem casa com a memória perdida, tentando encontrar sua filha. Quando sua casa temporária é destruída, ela vai para outra casa, onde ela é encontrada por Inci, Tulay e Veysel.

### Quinta temporada
A irmã de Macide, Kiymet, vem depois de 30 anos para vingá-la, porque no passado seu marido a abandonou grávida e se casou com Macide. Juntamente com seu filho Mahir, eles fazem planos malignos contra a família Haktanir, no entanto Mahir se encontra com Melek por acaso, se apaixona por ela e começa a abandonar seu objetivo maligno, enquanto Kiymet coloca Melek na prisão porque ela descobre que tem herdeiro na família Haktanir. Mahir a coloca fora da cadeia com as evidências apontando Tarik em vez de Kiymet. Melek revela o verdadeiro rosto de Kiymet para Humeyra e Kerem e tudo sobre ela começa ser revelado. Finalmente Mahir confessa a Kerem que ele é filho de Kiymet e Kiymet, sendo incapaz de aceitar a derrota, atira em Mahir, Kerem e Macide, enquanto antes ela revela a Mahir que não é filho do marido de Macide e o manipulou com essa mentira, a fim de conseguir seu plano de vingança. Macide morre, Kerem é transferido para o hospital gravemente ferido e Mahir é curado pelos médicos. Kiymet é preso. Mahir, Melek e Elif estão finalmente juntos e felizes.

## Elenco
- Isabella Damla Güvenilir como Elif
- Çağla Şimşek como Reyhan
- Selin Sezgin como Melek
- Altuğ Seçkiner como Kenan Emiroğlu
- Volkan Çolpan como Kenan Emiroğlu
- Aysun Güven como Aliye Emiroğlu
- Hasan Ballıktaş como Veysel Şimşek
- Ozanay Alpkan como Ayse Doğan
- Ece Balic como Asli Turkoglu
- Burcu Karakaya como Birse Demiray
- Nur Gurkan como Macide Haktanir
- Ozlem Savas como Kiymet Keskin
- Nevzat Can como Kerem Haktanir
- Berna Keskin vomo Humeyra Karakas
- Cem Kilic como Levent Bakir
- Seyda Bayram como Parla Somer
- Fatih Ayhan como Mahir Keskin
- Yildiz Asyali como Rana Kaya
- Murat Prosciler como Tarik Karakas
- Parla Senol como Leman Yildirim
- Ugur Ozbag como Safak Yildirim
- Melis koc como Julide Celik
- Hasan Denizyara como Akin Yuksel
- Caglar Ozan como Tufan Colak